# Jaové
Jaové (čínsky pchin-jinem Yáo zú, znaky zjednodušené 瑶族, tradiční 瑤族; vietnamsky người Dao) je skupina národů žijících převážně v jižních provinciích Čínské lidové republiky, v menším počtu také ve Vietnamu, Laosu a Thajsku. Hovoří jaoskými (mienskými) jazyky hmong-mienské (miao-jaoské) jazykové skupiny. Etnogeneze Jaoů je spojena s vývojem Miaoů, do zemí jihovýchodní Asie přišli ve 13. století. V Čínské lidové republice i Vietnamu jsou oficiálně uznanou národnostní menšinou, s právy zaručenými ústavou a zákony.
V Číně žijí především ve vysokohorských oblastech jižní Číny. Jaové jsou rozděleni do mnoha skupin, největší je skupina Mian. Každá skupina je něčím typická. Například Paj-kchu Jao, jsou lidé, kteří nosí bílé kalhoty nebo Červení Jaové (Chung Jao) se oblékají do červené barvy. Počet členů etnické skupiny Jao se pohybuje okolo 3 miliónů.

## Demografie
Jaové žijí převážně v oblastech jižní Číny, a to především v provinciích Chu-nan, Kuang-tung, Kuang-si, Kuej-čou a Jün-nan. 60 % Jaoů se nachází v autonomní oblasti Kuang-si. Mnoho členů tohoto etnika je již ovlivněno moderním způsobem života. Lidé, kteří se stále řídí tradicemi kultury Jaoů, zpravidla žijí v horách nacházejících se na sever od prefektury Kuej-lin, kde se adaptovali na život ve vysokohorských oblastech. Mimo Čínu také obývají severní oblasti Thajska, kde jsou známí pod jménem Mian. V Laosu a Vietnamu, je skupina označována názvem Man.

## Jazyk
V dnešní době většina Jaoů již nepoužívá původní řeč. U tohoto etnika častěji uslyšíme čínštinu nebo řeč okolních etnik, jako je například řeč Čuangů nebo etnika Miao. malé množství příslušníků ovládajících řeč této minoritní skupiny stále existuje. Jazyk Jaoů má více dialektů. Liší se závisle na oblasti. Ve velké většině se lidé skupiny Jao dorozumívají mianským dialektem, můžeme také slyšet dialekt hmongský, či dialekt podobný řeči Thajců.

## Náboženství
Náboženství Jaoů je závislé na regionu. V různých oblastech se řídí různým náboženstvím. Někteří uctívají hlavně své předky, někteří přírodu nebo jsou zde tací, kteří uctívají totemy. U většiny členů etnika má v oblasti náboženství nejdůležitější postavení taoismus. Tradiční Jaové ctí boha Pan Ku. Podle legendy Pan Ku donesl do království hlavu jednoho z nepřátel monarchie a za odměnu dostal princeznu za ženu, z tohoto svazku se narodil první Mian.
V náboženství je kněz vždy muž, který medituje mezi skutečným světem a nadpřirozenem.

## Zajímavosti z etnika Jao
- Typické pro většinu tradičních příslušníků skupiny Jao je modré a zelené pletené oblečení doplněné výšivkami.
  - Muži nosí krátké košile a kraťasy, či kalhoty. Ženy můžeme taktéž vidět v košili a v kalhotách nebo krátké pletené sukni. Výjimkou je skupina Červených Jaoů.[2]
- Lidé patřící do skupiny Červených Jaoů z oblasti Lung-ťi jsou známí pro svůj červený oděv.[2]
- Pro ženy ze skupiny Červených Jaoů jsou typické dlouhé vlasy, které stáčí do tvaru turbanů na vršek jejich hlav,[2] nejdelší vlasy jsou dlouhé 1,6 metrů.
- Muž se po svatbě stěhuje k rodině jeho žen.[2]
- Jaové jsou mistři v uměleckých řemeslech, jako je batikovaní, malování, sochařství, vyšívání – jejich díla jsou nejen pěkná na pohled, ale mají v sobě vepsány různé významy.[4]
- Je zde dodržována velká úcta ke starším:
  - mladší nesmí zapomenout pozdravit staršího,
  - při vyslovování jména staršího nesmějí mladší překřížit nohy nebo použít netradiční jazyk,
  - nejstaršímu členovi musí být při jídle naservírováno to nejlepší z pokrmů a nejmladší člen servíruje jídlo starším.[2]
- Jaové z provincie Chu-nan mají v současné době jako jediní na světě písmo určené jen ženám, jménem nu-šu.[3]
- Jaové mají speciální písně ke konkrétním příležitostem, jako například písně k hodování, flirtování nebo k pobavení hostů.[3]